# Apomachaerota
Apomachaerota is een geslacht van halfvleugeligen uit de familie Machaerotidae. De wetenschappelijke naam van dit geslacht is voor het eerst geldig gepubliceerd in 1907 door Schmidt.

## Soorten
Het geslacht Apomachaerota  is monotypisch en omvat slechts de volgende soort:
- Apomachaerota reticulata Schmidt, 1907